# Boxeo en Argentina
El boxeo en Argentina es un deporte que se práctica de forma amateur y profesional, cuenta en su haber con 65 campeones mundiales.
El boxeo, junto con el fútbol, es el deporte más visto en Argentina. Es el deporte que más medallas le ha dado al país en los Juegos Olímpicos con 25 medallas de estas son 7 de oro, 7 de plata y 11 de bronce.
Cuatro boxeadores argentinos fueron inscritos en Salón Internacional de la Fama del Boxeo en Canastota, Nueva York. Entre los boxeadores profesionales masculinos más destacados y recordados se encuentran Carlos Monzón, Nicolino Locche, Luis Firpo, Ringo Bonavena, José María Gatica, Pascual Pérez, Víctor Galíndez, Jorge Locomotora Castro, Luis Thompson, Santos Laciar, Carlos Baldomir, Sergio Martínez, Marcos Maidana, entre otros.
Por su parte, el boxeo femenino generó numerosas campeonas mundiales a partir de la década de 2000: Marcela Acuña, Mónica Acosta, Fernanda Alegre, Yésica Bopp, Victoria Bustos, Carolina Duer, Érica Farías, Carolina Gutiérrez Gaite, Yésica Marcos, Alejandra Oliveras, Patricia Quirico, Claudia Andrea López, María Elena Maderna, Marisa Núñez, Celeste Peralta, Ana Esteche, Soledad Matthysse, Sabrina Pérez y Victoria Saputo.

## Medallistas olímpicos
A continuación el listado de los 24 puglistas argentinos que ganaron una medalla en los Juegos Olímpicos.
| Medalla                 | Juegos Olímpicos                                               | Nombre                  |
| ----------------------- | -------------------------------------------------------------- | ----------------------- |
| Medalla de oro          | Juegos Olímpicos de Ámsterdam 1928                             | Víctor Avendaño         |
| Medalla de oro          | Juegos Olímpicos de Ámsterdam 1928                             | Arturo Rodríguez Jurado |
| Medalla de oro          | Juegos Olímpicos de Los Ángeles 1932                           | Carmelo Robledo         |
| Medalla de oro          | Juegos Olímpicos de Los Ángeles 1932                           | Alberto Lovell          |
| Medalla de oro          | Juegos Olímpicos de Berlín 1936                                | Oscar Casanovas         |
| Medalla de oro          | Juegos Olímpicos de Londres 1948                               | Rafael Iglesias         |
| Medalla de oro          | Juegos Olímpicos de Londres 1948                               | Pascual Pérez           |
| Medalla de plata        | Juegos Olímpicos de París 1924                                 | Alfredo Copello         |
| Medalla de plata        | Juegos Olímpicos de París 1924                                 | Héctor Méndez           |
| Medalla de plata        | Juegos Olímpicos de Ámsterdam 1928                             | Víctor Peralta          |
| Medalla de plata        | Juegos Olímpicos de Ámsterdam 1928                             | Raúl Landini            |
| Medalla de plata        | Juegos Olímpicos de Los Ángeles 1932                           | Amado Azar              |
| Medalla de plata        | Juegos Olímpicos de Berlín 1936                                | Guillermo Lovell        |
| Medalla de plata        | Juegos Olímpicos de Helsinki 1952                              | Antonio Pacenza         |
| Medalla de bronce       | Juegos Olímpicos de París 1924                                 | Pedro Quartucci         |
| Medalla de bronce       | Juegos Olímpicos de París 1924                                 | Alfredo Porzio          |
| Medalla de bronce       | Juegos Olímpicos de Berlín 1936                                | Raúl Villarreal         |
| Medalla de bronce       | Juegos Olímpicos de Berlín 1936                                | Francisco Resiglione    |
| Medalla de bronce       | Juegos Olímpicos de Londres 1948                               | Mauro Cía               |
| Medalla de bronce       | Juegos Olímpicos de Helsinki 1952                              | Eladio Herrera          |
| Medalla de bronce       | Juegos Olímpicos de Melbourne 1956                             | Víctor Zalazar          |
| Medalla de bronce       | Juegos Olímpicos de Roma 1960                                  | Abel Laudonio           |
| Medalla de bronce       | Juegos Olímpicos de México 1968                                | Mario Guilloti          |
| Medalla de bronce       | Juegos Olímpicos de Atlanta 1996                               | Pablo Chacón            |
| \| Medalla de bronce \| | Juegos Olímpicos de la juventud, Buenos Aires, Argentina- 2018 | Victoria Saputo         |
| Medalla de bronce       |                                                                |                         |

## Argentinos inscritos en el Salón Internacional de la Fama del Boxeo
A continuación el listado de los 6 pugilistas argentinos ingresados al Salón de la Fama del Boxeo.
| Año  | Nombre          | Récord           |
| ---- | --------------- | ---------------- |
| 1990 | Carlos Monzón   | 87–3–9 (59 KO)   |
| 1995 | Pascual Pérez   | 84–7–1 (57 KO)   |
| 2002 | Víctor Galíndez | 55–9–4 (34 KO)   |
| 2003 | Nicolino Locche | 117–4–14 (14 KO) |

Actualización: 
| Nombre completo   | Omar Andrés Nárvaez                           | Omar Andrés Nárvaez                           |
| Apodo(s)          | El Huracán                                    | El Huracán                                    |
| Nacimiento        | Trelew, Chubut 7 de octubre de 1975 (49 años) | Trelew, Chubut 7 de octubre de 1975 (49 años) |
| Nacionalidad(es)  | Argentino                                     | Argentino                                     |
| Altura            | 1,60 m (5′ 3″)                                | 1,60 m (5′ 3″)                                |
| Peso              | mosca supermosca gallo supergallo             | mosca supermosca gallo supergallo             |
| Carrera deportiva |                                               |                                               |
| Deporte           | Boxeo                                         | Boxeo                                         |
| Estilo            | Zurdo                                         | Zurdo                                         |
| Combates          |                                               |                                               |
| Totales           | 54                                            | 54                                            |
| Victorias         | 49                                            | 49                                            |
| Por KO            | 25                                            | 25                                            |
| Por decisión      | 20                                            | 20                                            |
| Derrotas          | 2                                             | 2                                             |
| Por KO            | 1                                             | 1                                             |
| Por decisión      | 2                                             | 2                                             |
| Empates           | 2                                             | 2                                             |

| Sergio Gabriel Martínez |                                                       |                                                       |
| Apodo(s)                | Maravilla                                             | Maravilla                                             |
| Nacimiento              | Quilmes, Buenos Aires 21 de febrero de 1975 (49 años) | Quilmes, Buenos Aires 21 de febrero de 1975 (49 años) |
| País                    | Argentina                                             | Argentina                                             |
| Nacionalidad(es)        | Argentina                                             | Argentina                                             |
| Altura                  | 1,80 m (5′ 11″)                                       | 1,80 m (5′ 11″)                                       |
| Peso                    | Welter Superwelter Mediano                            | Welter Superwelter Mediano                            |
| Carrera deportiva       |                                                       |                                                       |
| Deporte                 | boxeo                                                 | boxeo                                                 |
| Estilo                  | Zurdo                                                 | Zurdo                                                 |
| Club profesional        |                                                       |                                                       |
| Debut deportivo         | 27 de diciembre de 1997 ( Cristian Marcelo Vivas)     | 27 de diciembre de 1997 ( Cristian Marcelo Vivas)     |
| Ganancias               | $ 30 000 000 (estimado)                               | $ 30 000 000 (estimado)                               |
| Entrenador              | Gabriel Sarmiento & Pablo Daniel Sarmiento            | Gabriel Sarmiento & Pablo Daniel Sarmiento            |
| Combates                |                                                       |                                                       |
| Totales                 | 62                                                    | 62                                                    |
| Victorias               | 57                                                    | 57                                                    |
| Por KO                  | 32                                                    | 32                                                    |
| Por decisión            | 24                                                    | 24                                                    |
| Derrotas                | 3                                                     | 3                                                     |
| Por KO                  | 2                                                     | 2                                                     |
| Por decisión            | 1                                                     | 1                                                     |
| Empates                 | 2                                                     | 2                                                     |

## Argentinos no participantes inscritos en el Salón Internacional de la Fama del Boxeo
| Año  | Nombre        | Rol en el boxeo |
| ---- | ------------- | --------------- |
| 2000 | Tito Lectoure | Promotor        |
| 2007 | Amilcar Brusa | Entrenador      |

## The Ring los 50 mejores boxeadores de los últimos 50 años
En junio de 1996 la revista especializada en boxeo The Ring publicó una edición especial con un análisis de los 50 mejores boxeadores de los últimos 50 años en este aparecían los Argentinos: Carlos Monzón en el número 7 y Pascual Pérez en el número 36.
En boxrec Carlos Monzón se encuentra en el puesto 3 como mejor boxeador de la historia y número 2 en la categoría de los mejores pesos medianos.

## ESPN los 50 mejores de todos los tiempos
En el año 2007 el portal de deportes ESPN realizó un ranking con los 50 mejores boxeadores de todos los tiempos en este incluyó a Carlos Monzón en el puesto 45.